# Alexânia
Alexânia là một đô thị ở bang Goiás. Dân số đô thị này năm 2005 ước khoảng 22.287 người.